# George Mulhall
George Mulhall (Falkirk, 1936. május 8. – Brighouse, Anglia, 2018. április 27.) válogatott skót labdarúgó, csatár, edző.

## Pályafutása

### Klubcsapatban
A Denny YMCA és Kilsyth Rangers korosztályos csapataiban kezdte a labdarúgást. 1953 és 1962 között az Aberdeen, 1962 és 1969 között az angol Sunderland labdarúgója volt. 1967-ben kölcsönben a kanadai Vancouver Royal Canadians csapatában szerepelt. 1969 és 1971 között a dél-afrikai Cape Town Cityben játszott. Az 1971–72-es idényben a Morton színeiben vonult vissza az aktív labdarúgástól.

### A válogatottban
1959 és 1963 között három alkalommal szerepelt a skót válogatottban és egy gólt szerzett. 1959 és 1961 között három alkalommal tagja volt a skót ligaválogatottnak is.

### Edzőként
1972 és 1998 között Angliában edzősködött. 1972 és 1974 között a Halifax Town, 1978 és 1981 a Bradford City, 1981-82-ben a Bolton Wanderers vezetőedzője volt. 1996-ban és 1997-98-ban ismét a Halifax Town szakmai munkáját irányította.